# Adenia banaensis
Adenia banaensis är en passionsblomsväxtart som beskrevs av Cusset. Adenia banaensis ingår i släktet Adenia och familjen passionsblomsväxter. Inga underarter finns listade i Catalogue of Life.